# Ormolu

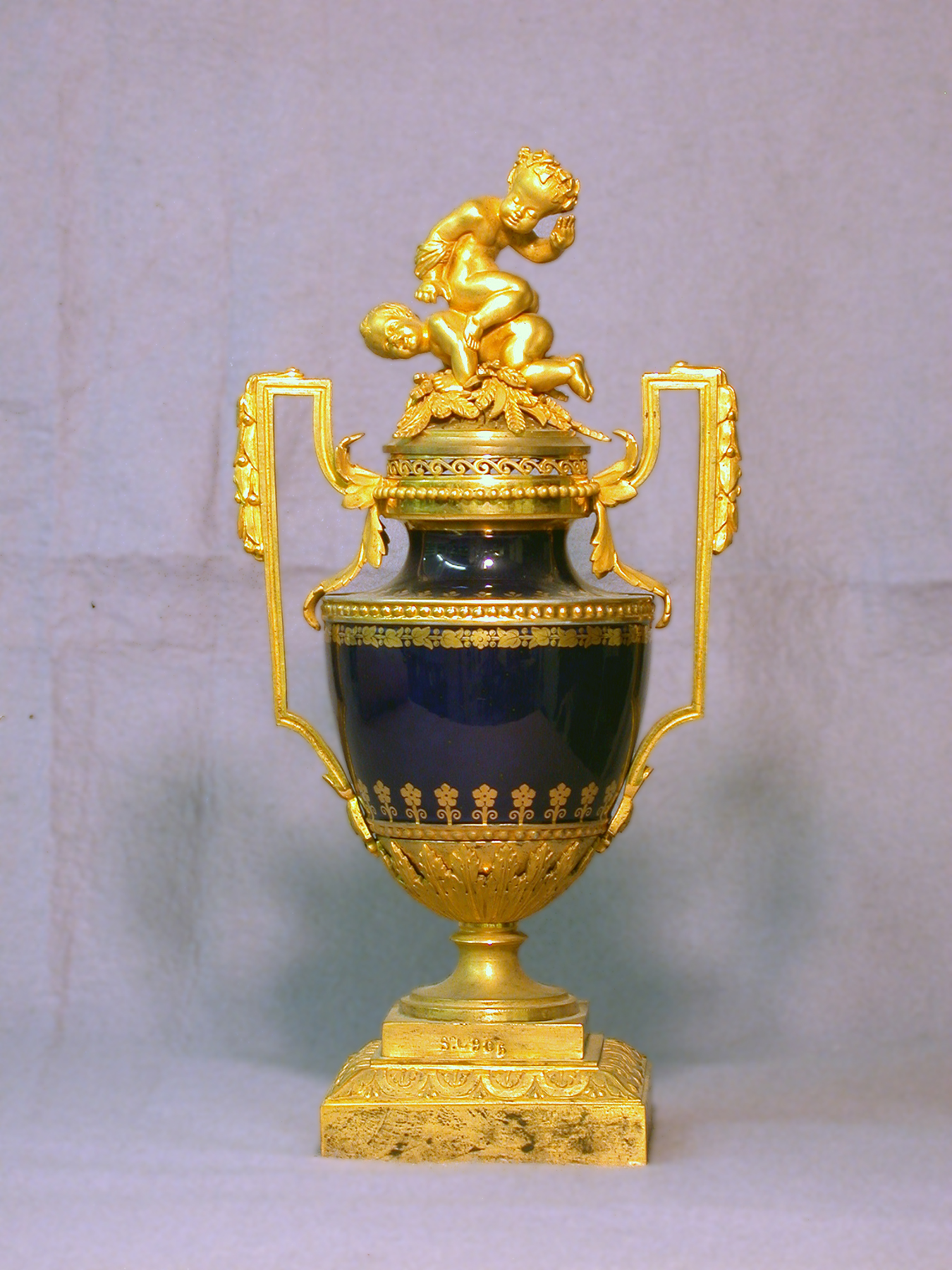
Przykład porcelany z Sèvres, po ok. 1782

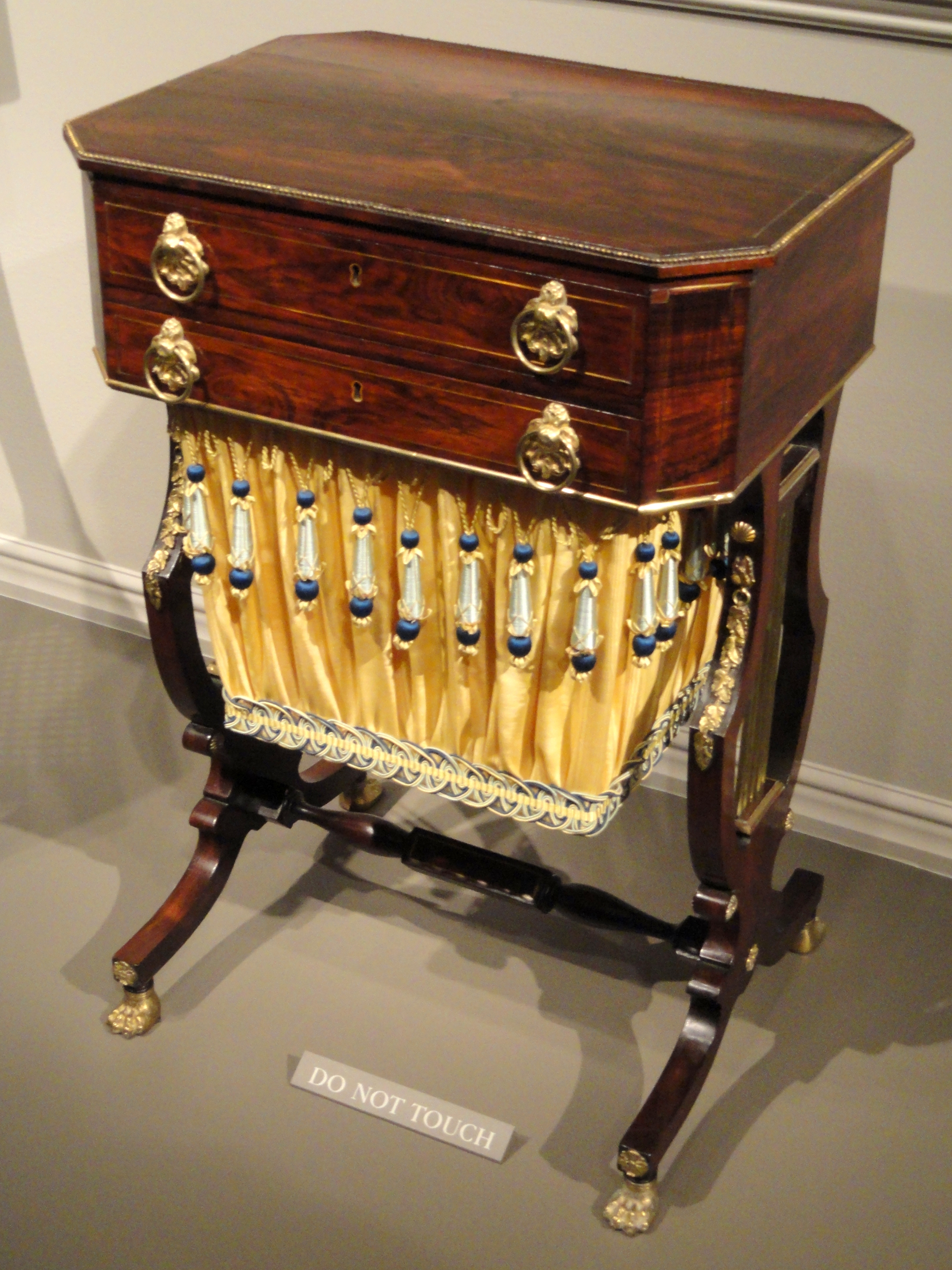
Drewniane biurko z Bostonu, ok. 1815-1825

Ormolu – brytyjski termin, stworzony w XVIII-wieku i określający technikę pozłacania brązu. Termin pochodzi z francuskiego or moulu (dosł. pozłacany brąz). Technika rozwinęła się we Francji i stosowana była głównie w zdobnictwie przedmiotów luksusowych.

## Proces twórczy
W pierwszym etapie na przedmiot nanoszony był amalgamat rtęci oraz złota wysokiej czystości. Następnie rtęć z amalgamatu była odparowywana w wysokiej temperaturze w piecu przemysłowym, a na obiekcie finalnie pozostawała jedynie złota okleina (tzw. fornir), stająca się integralną częścią zdobionego obiektu.
Ze względu na wysoką szkodliwość oparów rtęci dla złotników zajmujących się tą techniką, klasyczna metoda produkcji została zakazana we Francji ok. 1830. Od tej pory powstały techniki zamienne (przede wszystkim galwanizacja), ale z tego względu terminu ormulu dla pozłacanych wytworów z brązu po roku 1830 nie używa się.

## Zastosowanie

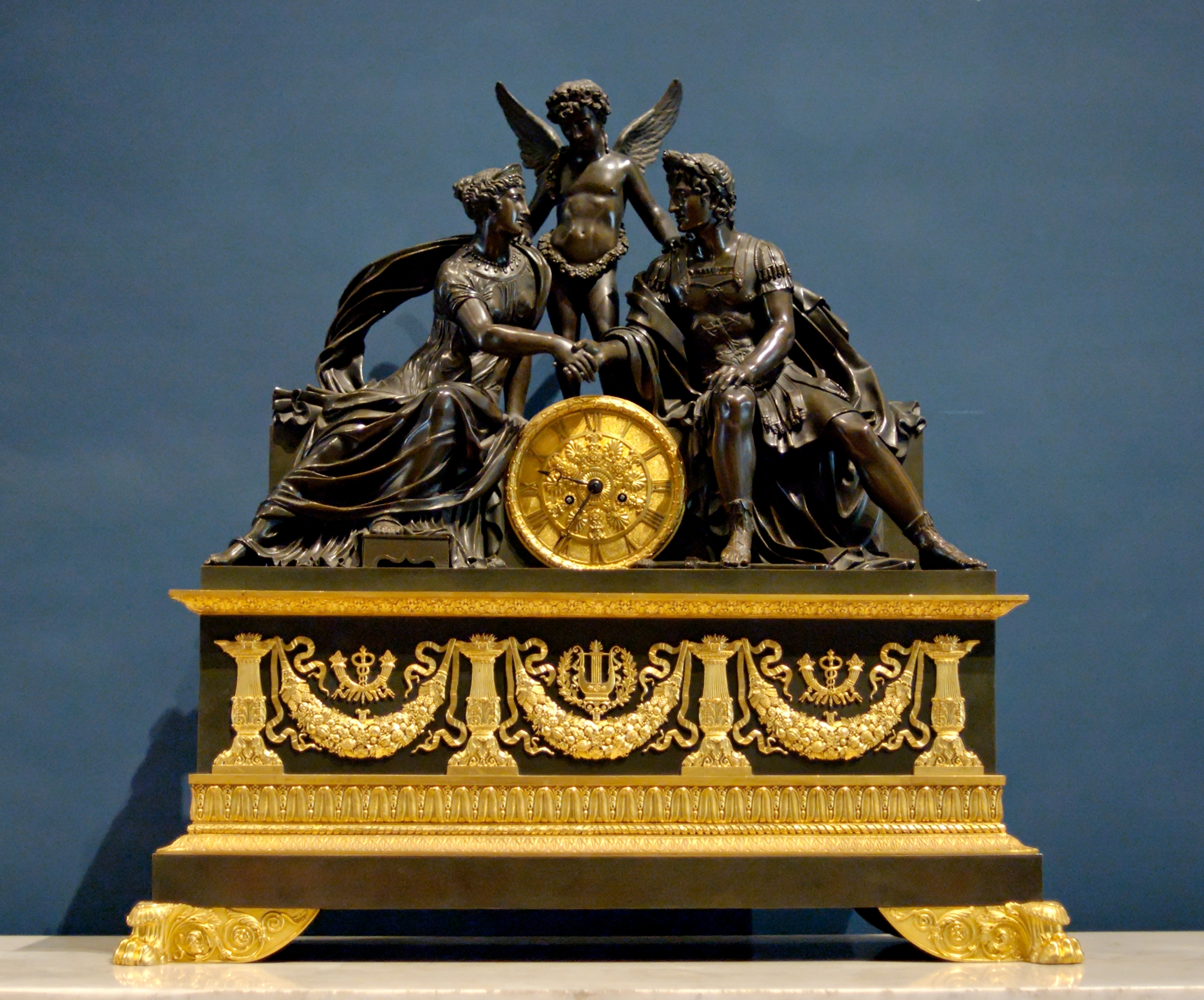
Zegar w stylu Empire: Mars i Wenus jako alegorie Napoleona I i Marii Ludwiki, Luwr, ok. 1810

Od początku metodę ormulu wykorzystywano przede wszystkim do wytwarzania ekskluzywnych i dekoracyjnych mebli, porcelany, zegarów oraz kominków i żyrandoli. Niekwestionowany prym w tej dziedzinie wiodła Francja. Do mistrzów specjalizujących się w technice ormulu zalicza się działających w XVIII wieku Francuzów: rzeźbiarza Jacques’a Caffieriego oraz wytwórcę mebli i rzeźbiarza Charlesa Cressenta. Poza Francją do ważniejszych przedstawicieli specjalizujących się w ormulu należy zaliczyć Brytyjczyków: osiemnastowiecznego fabrykanta Matthew Boultona oraz dziewiętnastowiecznego zegarmistrza Benjamina Lewisa Vulliamyego.
Szczyt w używaniu ormulu przypadł jednak na początek XIX wieku, na tzw. styl Empire. Wtedy też w monarchii Napoleona I powstały najwspanialsze dzieła zdobione techniką ormulu.

## Ormuluwspółcześnie
Od wieku XIX terminu ormulu używa się powszechnie w szerszym kontekście dla dowolnie wytwarzanych pozłacanych metali, nawet gdy używane są jedynie imitacje złota. Termin jest także bardzo popularny w sztuce chińskiej, gdzie od wieków pozłacany brąz jest popularniejszy od pozłacanego srebra.